# Meyerton
Meyerton ist eine Stadt im Distrikt Sedibeng in der Provinz Gauteng in Südafrika und ist Sitz der Gemeindeverwaltung von Midvaal. Im Jahr 2011 betrug die Einwohnerzahl 55.283.

## Geographie
Meyerton liegt etwa 40 Kilometer südwestlich von Johannesburg. In südwestlicher Richtung schließt sich ein aus den Städten Vereeniging, Vanderbijlpark und Sasolburg gebildetes Industriegebiet, das „Vaal-Dreieck“ (Vaal Triangle) an. Die Regionalstraße R59 verläuft durch die Stadt. Der Fluss Vaal fließt rund zehn Kilometer entfernt im Süden.
Zuweilen wird Meyerton fälschlicherweise als Standort der Oprah Winfrey Leadership Academy for Girls genannt, die jedoch im drei Kilometer entfernt gelegenen Henley-on-Klip angesiedelt ist und im Jahre 2007 auf Initiative von Oprah Winfrey gegründet wurde.

## Geschichte
Johannes Petrus Meyer, ein Offizier und Goldsucher, gründete die Stadt im Jahre 1891, in der Hoffnung, in der Gegend Gold zu finden. Ihm zu Ehren wurde sie Meyerton genannt.
Seit 1994 ist Meyerton Sitz der Gemeindeverwaltung von Midvaal.

## Demographische Daten
Die im Jahre 2001 ermittelte Einwohnerzahl von 24.215 Personen setzt sich wie folgt zusammen: 51,65 % Schwarze, 42,31 % Weiße, 0,90 % Coloured und 0,14 % Asiaten. Hauptsprache zu diesem Zeitpunkt war Afrikaans mit 43,68 %, gefolgt von Sesotho mit 30,43 %, isiZulu mit 8,68 %, isiXhosa mit 7,01 %, Englisch mit 5,51 % sowie weiterer Sprachen mit 4,69 %.